# Eurema deva
Eurema deva is een vlinder uit de onderfamilie Coliadinae van de familie van de witjes (Pieridae).
De wetenschappelijke naam van de soort werd in 1847 gepubliceerd door Edward Doubleday.